# Heligmomerus carsoni
Heligmomerus carsoni là một loài nhện trong họ Idiopidae.
Loài này thuộc chi Heligmomerus. Heligmomerus carsoni được Mary Agard Pocock miêu tả năm 1897.